# Janov (Staré Hobzí)
Janov (německy Johannihof) je osada, část obce Staré Hobzí v okrese Jindřichův Hradec v Jihočeském kraji. Nachází se asi 2,5 kilometru jihozápadně od Starého Hobzí. Janov leží v katastrálním území Staré Hobzí o výměře 16,7 km².

## Historie
Rytíř Johann Peter von Flick získal panství Staré Hobzí, Nové Hobzí, Mutnou a Chvalkovice do dědičného nájmu 27. června roku 1789. Pro účely svého podnikání nechal vystavět v údolí nazývaném Johannestal (Janovo údolí) a Philippstal (Filipovo údolí) budovy s čp. 104, 105, 108 a 109. Údolí obdržela název po Flickových synech Johannovi a Philippovi. Janovo údolí se táhlo podél horního toku Dyje od čp. 105 a na něj navazovalo u čp. 108 údolí Filipovo. Název Filipova údolí upadl po roce 1824 v zapomnění a pro celé údolí se nakonec vžil název po Janovi.
Na místě budovy s čp. 105 se dříve nacházel Panský mlýn (Hofmühle). Johann Peter Flick jej nechal kolem roku 1800 přestavět na továrnu na bavlnu, tu pak 25. září 1849 koupil Johann Pexa a zbudoval zde opět mlýn s pilou. Mlýn přešel koupí 3. září 1868 na Karla Blacha ze Slavonic a 1. září 1880 na markýze Alaxandra Pallaviciniho. Ten nechal mlýn zbourat a vystavět panskou hájovnu. Budova s čp. 105 mu byla při pozemkové reformě v roce 1924 vyvlastněna a sloužila jako státní hájovna.

### Sklárna
Sklárna (Gloshüttn) v Janově údolí je poprvé zmiňována v matrikách Starého Hobzí již 8. června 1719 a 11. února 1724. V roce 1813 nechala vdova a dědička Theresia von Flick ve Filipově údolí nedaleko bělidla (Bleichhaus), pravděpodobně na místě, kde před 100 lety stály sklářské hutě majitele panství Maxe Franze von Deblin, otevřít novou sklárnu a za tímto účelem uzavřela 25. srpna 1813 se sklářským mistrem Franzem Jos. Zopfem na dvacet let nájemní smlouvu.
Sklářská huť na panství Staré Hobzí měla být zbudována ještě v roce 1813, aby tak mohla být na začátku roku 1814 uvedena do provozu. Zopf se na podniku podílel 10 000 zlatými, složil kauci 5 000 zlatých a zavázal se nejen k ročnímu nájmu, který byl postupně navyšován (1814: 275 zl, 1815: 300 zl, 1816: 325 zl atd.) do roku 1823 na 500 zlatých, ale také po dvacet let k odběru dřeva (30 000 Klaftern Holzes). Dále pak panstvu poskytovat duté (Schock za 1 zlatý 54 krejcarů) a broušené sklo. Pro své potřeby obdržel 60 měřic půdy u sklářských hutí, 20 měřic louky u Hammersgraben (příkop se nazýval podle hamru, který zde zřídil Johann Max von Flick; zmiňován roku 1821 a 1823) a 30 měřic lesa (Hutweiden). K tomu se zavázal odbírat pro sebe a své zaměstnance panské pivo a vinnou pálenku.
Vysoké výdělky ve sklárně přitahovaly skláře, tovaryše, řezače a brusiče, pískaře, taviče, raziče, topiče, flusaře, uhlíře, truhláře, strojníky a mechaniky nejen z blízkého okolí (Libice, Dačice, Slavětín, Lukavec, Lipnice, Lukov, Heraltice, Světlé, Košic u Čáslavi), ale i z daleka (z Čech, ze severu Moravy z Rožnova, z Dolního Rakouska a Uherska). Sklárna sestávala ze dvou sklářských pecí a deseti kotlů. Kolem 30 zaměstnanců vyrábělo 20 000 kusů dutého a plochého skla. Nedaleko sklárny nechala Theresia von Flick pro zaměstnance postavit v letech 1813–1814 nové byty, čímž v Hobzí tehdy přibylo osm nových popisných čísel (čp. 115–122). Sklárna měla vlastní hospodu (hospodský Josef Lindner) a sklářským mistrem Franzem Zopfem financovanou školu s triviem. V roce 1826 navštěvovalo školu 39 sklářských dětí a učitel dostával od sklářského mistra plat 90 zlatých ročně. Jídlo mu střídavě nosili rodiče žáků. Roku 1823 byl učitelem Jakob Hofbauer a v letech 1826–1829 Franz Strohschneider.
Zadlužené panství Staré Hobzí, Nové Hobzí a Mutnou převzali 24. srpna 1818 děti Johann Max, Josef a Marie von Flick, provdaná Vacano. Marie od spoluvlastnictví odstoupila 19. srpna 1819 a 10. května 1820 také bratr Josef, takže se jediným majitelem panství Staré a Nové Hobzí, Mutné s Chvalkovicemi, kartounky, manufakturu na zpracování bavlny a přádelny stal Johann Max von Flick. Ani on panství neudržel a 27. prosince 1823 jej prodal hraběnce Therese von Trautmannsdorf, rozené von Nadasdy.
Po dvacetiletém vypršení nájemní smlouvy získal Franz Zopf sice ještě prodloužení na pět let, ale v roce 1839 už byla sklárna z důvodu velké a neudržitelné spotřeby dřeva mimo provoz, sklářské hutě a byty pro zaměstnance strženy a ještě tentýž rok z čp. 115 (později čp. 17 a 148, kancelář správy statků) zbudován Janův statek – Janov (Meierhof, Johannihof), který měl na vyklučených lesních plochách bývalé sklárny svá pole, nazývaná místním německým obyvatelstvem až do odsunu v roce 1945 Glashütte (Sklárna).

### Janův dvůr / Johannihof
Panství Jemice-Staré Hobzí o rozloze 3 517,45 ha zakoupil Alfons sen. Pallavicini (1807-1875), syn markýze Eduarda von Pallavicini a hraběnky Josefy zu Hardegg (zu Hardegg auf Glatz und im Marchlande), za 822 000 zlatých od hraběnky Therese von Trautmannsdorf 29. ledna 1841. Dvě hodiny pěší chůze od Starého Hobzí vzdálený čtvercový hospodářský komplex Johannihof sestával z hájovny a hospodářského dvora. Celý areál byl dokola obehnán vysokou zdí s velkou bránou. Statek spravoval správce statku se zemědělským personálem, hájovnu obýval hajný Franz Wallner s rodinou.

## Československo
Konec první světové války, porážka Rakouska-Uherska a vznik národních států na území bývalé monarchie představoval pro rodinu Pallavicini závažný zlom v jejich majetkové situaci. Panství Jemnice jim bylo roku 1919 zkonfiskováno. V roce 1920 stát nařídil u části venkovských pozemků nucený pronájem, u pozemků, které byly déle jak 10 let v pronájmu provedl odprodej na nájemníky. V roce 1924 převzala obvodová úřadovna ve Znojmě velkostatek Jemnici (1 189 ha), „Ředitelství státních lesů a statků” v Třeboni získalo lesy a tři další velkostatky u Starého Hobzí (se dvory Hejnice, Veselíčko, Janov). K „Ředitelství státních lesů a statků” v Třeboni přináležely jihomoravské „Správy státních lesů” Český Rudolec, Jemnice, Hrotovice, Jaroměřice, Uherčice, Lesonice a „Správa státních statků” Janov se 6 dvory a jedním lihovarem. Při Správě státních statků v Janově se nacházely průmyslové podniky: cihelna s roční výrobou 500 000 cihel, vodní pila a lihovar.

### Státní sýrárna Janov
U některých správ státních statků stát zřídil za účelem lepšího zpeněžení mléka mlékárny a sýrárny. Jednou z nich byla po pozemkové reformě i státní sýrárna u státního statku v Janově (r. 1928), která vyráběla sýr značky „Dessert Janov” a „Romadour Janov”. Sýr byl balený ve staniolu nebo v pergamenu ve dřevěných bedničkách po 5 а 10 kg.

### Zemědělský lihovar
Zemědělský lihovar v Janově (čp. 115), obec Staré Hobzí, vlastnil Československý stát (Správa státních lesů a statků), Ředitelství státních lesů a statků se nacházelo v Hodoníně (r. 1937), Správa státních statků v Janově. Ředitelem byl jmenován (r. 1937) vládní rada Ing. Jan Novák, vrchním hospodářským správcem Ing. František Sobota, vedoucí dvora Jan Štefl. S lihovarem byla spojena cihelna.

## Obyvatelstvo
| Rok            | 1869 | 1880 | 1890 | 1900 | 1910 | 1921 | 1930 | 1950 | 1961 | 1970 | 1980 | 1991 | 2001 | 2011 | 2021 |
| -------------- | ---- | ---- | ---- | ---- | ---- | ---- | ---- | ---- | ---- | ---- | ---- | ---- | ---- | ---- | ---- |
| Počet obyvatel | 0    | 0    | 0    | 35   | 32   | 0    | 29   | 0    | 0    | 0    | 5    | 6    | 9    | 7    | 11   |
| Počet domů     | 0    | 0    | 0    | 3    | 3    | 1    | 5    | 0    | 0    | 0    | 1    | 3    | 3    | 3    | 3    |

## Obecní správa
Janov vznikl k 1. červenci 1974 jako část obce Staré Hobzí v okrese Jindřichův Hradec.

## Rekreační zařízení Janov
Už za první republiky si Janovo údolí oblíbily oddíly turnerů či sokolů ze Slavonic nebo skautů z Jemnice. Po druhé světové válce byl skautský oddíl v Jemnici obnoven 13. 7. 1945 a hned v druhém poválečném létě se konal první skautský „Tábor ranních mlh” na břehu Dyje pod Českou strání u Starého Hobzí. Po splynutí Junáka s ČSM připadl tábor národnímu podniku Státní lesy, závod Český Rudolec, který jej přestavěl na pionýrský tábor. Kolem 60. let proběhla výstavba chatek a začátkem 80. let 20. století byl tábor stavebně dokončen. Tento areál bývalého tábora PO SSM nyní využívá rekreační středisko Janov. Oplocený areál chatového tábora (dřevěné chaty ve čtyřech řadách) leží na konci Janovského údolí u řeky Dyje, 2,5 km od Starého Hobzí. V areálu tábora se nachází budova se společnou jídelnou, sprchami a toaletami. Koupání je zajištěno v řece Dyji nebo v okolních rybnících.

## Lovecký zámeček
Původně lovecký zámek, postavený v Janovském údolí kolem r. 1830 v pozdně klasicistním stylu, je nyní částí obce Staré Hobzí. Původně se na jeho místě nacházela přádelna bavlny pro starohobezkou manufakturu na výrobu kartounů. Po 2. světové válce byl majetek rodiny Pallavicini konfiskován a budova loveckého zámečku sloužila jako ozdravovna Charity. Po únoru 1948 zde měl rekreační středisko ROH podnik Královopolská strojírna Brno, odštěpný závod Moravské Budějovice (od r. 1965 Chepos Hradec Kálové, od r. 1990 státní podnik KPS Moravské Budějovice).
Ozdravovna Charity v Janově. Tento týden rozloučilo se 39 chlapců s krásným zámečkem v janovském údolí, kde je ozdravovna Charity. Zde strávili dva týdny letních prázdnin pod vedením br. J. Maloně, který své bohaté zkušenosti a všechnu lásku věnoval těmto chlapcům. Při táboráku, který se konal v sobotu, překvapili chlapci krásnými výstupy, pěknými sborovými zpěvy a recitacemi. Za plnění daných úkolů, pracovitost, pořádkumilovnost, bystrost, soudružnost byli odměňováni a 3. oddíl, jako nejbystřejší, nalezl „poklad” a získal mnoho bodů a zvítězil nad ostatními oddíly. V pondělí nastupují dívky. Přihlášeno je jich přes 50.
Naše Demokracie, 01.08.1947, s. 6
V roce 2002 objekt odkoupila holandská rodina Louwsmova, která zde provozuje rodinný Camping LETNÍ DEN s.r.o. (Staré Hobzí 105, 378 71 Staré Hobzí), nabízející své služby hlavně v letním období.